# Околишел (Клуж)
Околишел (рум. Ocolișel) насеље је у Румунији у округу Клуж у општини Јара. Oпштина се налази на надморској висини од 480 m.

## Становништво
Према подацима из 2002. године у насељу је живело 171 становника, од којих су сви румунске националности.